# Murdannia japonica
Murdannia japonica är en himmelsblomsväxtart som först beskrevs av Carl Peter Thunberg, och fick sitt nu gällande namn av Robert Bruce Faden. Murdannia japonica ingår i släktet Murdannia och familjen himmelsblomsväxter. Inga underarter finns listade.